# Palazzo Pitti
Palazzo Pitti (italiensk udtale: [paˈlattso ˈpitti][paˈlattso ˈpitti])  er et stort renæssancepalads i Firenze, Italien. Det er beliggende på den sydlige side af floden Arno, nær Ponte Vecchio. Kernen i det nuværende palads daterer sig til 1458, og var oprindeligt bolig for den ambitiøse bankier Luca Pitti.
Paladset blev købt af Medici-familien i 1549 og blev hovedresidens for den herskende familie i Storhertugdømmet Toscana. Det udvidedes som en skatkiste for senere generationers samlinger af malerier,  smykker og andre luksuriøse ejendele.
I slutningen af det 18. århundrede, blev paladset brugt som en magtbase for Napoleon og senere i en kort periode som det vigtigste kongelige palads i det forenede Italien. Slottet og dets inventar blev doneret til det italienske folk af Kong Victor Emmanuel III i 1919.
Paladset er nu det største museumskompleks i Firenze. Hovedbygningen i paladset (kaldet corps de logis) er 32.000 kvadratmeter meter. Det er opdelt i flere vigtige gallerier eller museer, der er nærmere beskrevet nedenfor.

## Historie

### Tidlige historie
Opførelsen af denne store bygning blev bestilt i 1458 af den Florentinske bankier Luca Pitti (1398-1472), primære støtte og ven af Cosimo de' Medici. Palazzo Pittis tidlige historie er en blanding af fakta og myter. Pitti havde tilsyneladende bestemt at vinduerne skulle være større end indgangen til Palazzo Medici. Kunsthistorikeren Giorgio Vasari har foreslået, at Brunelleschi var paladsets arkitekt, og at hans elev Luca Fancelli blot var hans assistent på den opgave. Men i dag er det Fancelli, der generelt er krediteret. Udover tydelige forskelle fra den ældste arkitekts stil, så døde Brunelleschi 12 år før opførelsen af paladset begyndte. Det arkitektoniske udtryk og udførelsen af vinduer tyder på, at arkitekten var mere erfaren i utilitaristisk indenlandsk arkitektur end i de humanistiske regler, der er defineret af Alberti i sin bog' De Re Aedificatoria.
Selvom det oprindelige palads var imponerende, ville på ingen måde have været nogen rival til den Florentinske Medici residens, hverken i størrelse eller indhold. Hvem arkitekten bag Palazzo Pitti end var, så bevægede han sig imod den moderne modetendens. Der rustikke murværk, som giver paladset en alvorlig og magtfuld atmosfære, som forstærkes af den tredobbelt serie af syv hvælvingsåbninger, der minder om en romersk akvædukt. Den romerske stil appellerede til den Florentinske kærlighed til den nye stil all'antica. Dette originale design har overlevet frem til nutiden: gentagelsen i  facaden blev fortsat under de efterfølgende tilføjelser til paladset, og dens indflydelse kan ses i mange 16-hundretals efterligninger og 19-tals opblomstringer. Arbejdet blev stoppet efter Pitti led økonomiske tab efter Cosimo de' Medicis død i 1464. Luca Pitti døde i 1472 uden at have gjort bygningen færdig.

### Medicierne
Bygningen blev solgt i 1549 af Buonaccorso Pitti, en efterkommer af Luca Pitti, til Eleonora di Toledo. Eleonora blev kåret til Cosimo I de 'Medici i Toscana, senere Storhertug. Ved indflytningen i slottet fik Cosimo Vasari til at udvide bygningen til at passe i hans smag. Slottet blev mere end fordoblet ved at tilføje en ny fløj langs bagenden. Vasari byggede også Vasari korridoren, en overliggende gangbro fra Cosimos gamle palads og regeringsbygningen Palazzo Vecchio, gennem Uffizi, over Ponte Vecchio til Palazzo Pitti. Dette gjorde det muligt for Storhertugen og hans familie at bevæge sig let og sikkert fra deres officielle bopæl til Palazzo Pitti. I begyndelsen blev Palazzo Pitti hovedsagelig brugt til modtagelse af officielle gæster og til lejlighedsvise opgaver for retten, mens Medicis' hovedbolig forblev Palazzo Vecchio. Det var først under Eleonoras søn Francesco I og hans kone Johanna af Østrig, at palæet blev permanent bolig og hjemsted for Medicis' kunstsamling.
Et område på Boboli-bakken bag palæet blev erhvervet for at skabe en stor park og haver, i dag kendt som Boboli-haverne. Landskabsarkitekten ansat til dette var hofarkitekten Niccolò Tribolo, der døde det følgende år. Han blev efterfulgt af Bartolommeo Ammanati. Det originale design af haverne er centreret omkring et amfiteater bag corps de logis af palazzo. Det første skuespil, der blev opført der, var Andria af Terence i 1476. Det blev fulgt af mange klassisk inspirerede spil af florentinske dramatikere som Giovan Battista Cini. Opført til at fornøje det højkulturelle Medici-hof, indeholdt de kunstfærdige dekorationer designet af hofarkitekt Baldassarre Lanci.

## Cortilen og udvidelser
Med haveprojektet godt i vej, vendte Ammanati sin opmærksomhed mod at skabe en stor gårdsplads live bag hovedfacaden for at forbinde palæet til dens nye have. Denne gårdhave har en rustik stensætning, der er blevet bredt kopieret, især til det parisiske Palais du Luxembourg af Marie af Medici. I hovedfasaden skabte Ammanati også de fineste finestre inginocchiate ("knælende" vinduer) under henvisning til deres forestillede lighed med en prie-dieu (bønskammel), der erstattede indgangskarnaperne i hver ende. I løbet af årene 1558-70 skabte Ammanati en monumental trappe for at føre mere pomp til piano nobile, og han udvidede sidefløjene til haven, der omfavnede gårdspladsen gravet ind i den stejle skrånende bakke på samme niveau som piazzaen foran. Derfra var den synlig gennem kælderens centrale bue. På havesiden af gårdspladen byggede Amannati en grotte kaldet "Mosesgrotten" på grund af den porfyr-statue, der står i den. På terrassen over dette, på niveau med piano nobile vinduerne, byggede Ammanati et springvand centreret på aksen. Det blev senere erstattet af Fontana del Carciofo ("Artiskokens Fountain"), designet af Giambolognas tidligere assistent Francesco Susini og færdiggjort i 1641.
I 1616 blev der afholdt en konkurrence i designudvidelser til hovedfacaden med tre buer i hver ende. Giulio Parigi vandt Kommissionen. Arbejdet på nordsiden begyndte i 1618, og på sydsiden i 1631 af Alfonso Parigi. I løbet af det 18. århundrede blev to vinkelrette fløje konstrueret af arkitekten Giuseppe Ruggeri for at forbedre og understrege udbredelsen af via Romana, som skaber en piazza centreret på facaden. Prototypen på Cour d'honneur, der blev kopieret i Frankrig. Sporadiske mindre tilføjelser og ændringer blev lavet i mange år derefter under andre herskere og arkitekter.
På den ene side af haverne er den bizarre grotte designet af Bernardo Buontalenti. Den nederste facade blev påbegyndt af Vasari, men den øverste etagers arkitektur er skabt af "dryppende" pimpstenstalaktitter med Medici-våbenskjoldet i midten. Det indre er ligeledes en mellemting mellem arkitektur og natur. Det første kammer har kopier af Michelangelos fire ufærdige slaver, der kommer ud fra hjørnerne og synes at bære hvælvet med en åben oculus i centrum og malet som en rustikt bur med dyr, figurer og vegetation. Figurer, dyr og træer af er lavet i stuk og ru pimpsten pryder de nedre vægge. En kort passage fører til et lille andet kammer og til et tredje, der har et central springvand med Giambolognas Venus i midten af bassinet, som kigger frygtsomt over hendes skulder på de fire satyrer, der spytter vandstråler på hende fra kanten.

### Husene Lorraine og Savoy
Palæet forblev den vigtigste Medici-bolig indtil den sidste mandlige Medici-arving Gian Gastone de' Medici døde i 1737. Den blev derefter beboet kort af hans søster, den aldrende Electress Palatine. Ved hendes død uddøde Medici-dynastiet, og palæet overgik til den nye Storhertug af Toscana, det østrigske hus Lorraine (Habsburg), i skikkelse af Frans 1. Stefan. Den østrigske besiddelse blev kort afbrudt af Napoleon, som brugte palæet under hans herredømme over Italien.
Da Toscana gik fra Huset Loraine (Habsburg) til Huset Savoyen i 1860, blev Palazzo Pitti medtaget. Efter Risorgimento, da Firenze kort var hovedstaden i Kongeriget Italien, boede Victor Emanuel 2. i palæet indtil 1871. Hans barnebarn Victor Emanuel 3. forærede palæet til landet i 1919. Palazzo og andre bygninger i Boboli Haverne blev så opdelt i fem separate kunstgallerier og et museum, der ikke kun indeholder mange af dets oprindelige indhold, men også uvurderlige genstande fra mange andre samlinger erhvervet af staten. De 140 værelser, der er åbne for offentligheden, er en del af et interiør, som i vid udstrækning er et senere produkt end den oprindelige del af strukturen. De er hovedsagelig skabt i to faser: en i det 17. århundrede og den anden i begyndelsen af det 18. århundrede. Nogle tidligere interiører forbliver, og der er stadig senere tilføjelser som tronsalen. I 2005 opdagedes nogle glemte badeværelser fra det 17. århundrede i palæet med bemærkelsesværdige eksempler på samtidig installation, der meget ligner  badeværelserne i det 21. århundrede.

## Palatina-galleriet
Se en delvis liste af værker i  Samlingerne i  Palazzo Pitti
Palazzo Pittis hovedgalleri Palatina-galleriet indeholder en stor samling af over 500 primært renæssance malerier, som engang var en del af Medicis' og deres efterfølgeres private kunstsamling. Galleriet, der forbinder til de kongelige lejligheder, indeholder værker af Raphael, Titian, Perugino (Klagesang over den Døde Kristus), Correggio, Peter Paul Rubens og Pietro da Cortona. Galleriets karakter er stadig en privat samling, og kunstværkerne vises og hænger meget, som de ville have været i de store rum, som de var beregnet til snarere end at følge en kronologisk rækkefølge eller arrangeret efter skole af kunst.
De fineste værelser blev dekoreret af Pietro da Cortona i barok stil. Først og fremmest Cortona malede et lille rum på hovedetagen kaldet Sala della Stufa med en serie, der skildrer menneskehedens fire aldre; Guldalderen og sølvalderen blev malet i 1637, efterfulgt i 1641 af bronzealder og jernalder. De betragtes blandt hans mesterværker. Kunstneren blev efterfølgende bedt om at male de store hertugelige modtagelsesrum; én suite med fem værelser på forsiden af palæet. I disse fem planetariske rum er det guddommelige hierarki vist baseret på den politologiske kosmologi; Venus, Apollo, Mars, Jupiter (Medici tronsal) og Saturnus, men uden Mercur og Månen, som burde have været før Venus. Disse udsmykkede lofter med fresker og udførligt stukarbejde fejrer i høj grad Medici-slægten og udbredelsen af dygtige lederskab. Cortona forlod Firenze i 1647, og hans elev og samarbejdspartner Ciro Ferri gennemførte serien i 1660'erne. De skulle inspirere de senere Planetværelser ved Louis XIVs Versailles, designet af Le Brun.
Samlingen blev først åbnet for offentligheden i slutningen af det 18. århundrede, omend modvilligt, af storhertug Leopold 2. af Toscana, der som Toscanas første oplyste hersker var ivrig efter at opnå popularitet efter afslutningen af Medici styret.

### Værelserne i Palatina-gallerierne
Palatina-galleriet har 28 værelser, blandt dem:
- Castagnoli-værelset: opkaldt efter maleren Giuseppe Castagnoli der udførte freskerne i loftet. I dette værelse er udstillet portrætter af familierne Medici og Lorraine  og Musebordet, et mesterværk af stenindlagt bord udført af Opificio delle Pietre Dure mellem 1837 og 1851.
- Arkets værelse: indeholder et maleri af Giovanni Battista Caracciolo (17. århundrede). I 1816 fik loftet malet en fresko af Luigi Ademollo med Noahs indtog Jerusalem med arken.
- Psykes værelse blev opkaldt efter loftfresker af Giuseppe Collignon. Det indeholder malerier af Salvator Rosa fra 1640-1650..
- Poccetti-salen: Freskerne på loftet var engang tilskrevet Bernardino Poccetti, men nu tilskrevet Matteo Rosselli. I midten af salen er et bord (1716) bestilt af Cosimo III. I salen er der også værker af Rubens og Pontormo.
- Prometheus-værelset blev opkaldt efter fresker af Giuseppe Collignon (19. århundrede) og indeholder en stor samling runde malerier. Blandt dem er Madonna med barnet af Filippino Lippi (15. århundrede), to portrætter af Botticelli og malerier af Pontormo og Domenico di Pace Beccafumi.
- Justice-værelset har et freskoloft af Antonio Fedi (1771-1843), og viser portrætter (16. århundrede) af Tizian, Tintoretto og Paolo Veronese.
- Ulysseus-værelset fik malet fresker i 1815 af Gaspare Martellini. Den indeholder tidlige værker af Filippino Lippi og Raphael.
- Illiade-værelset indeholder Madonna fra Panciatichi-familien og Madonna Passerini (henholdsvis 1522-1523 og 1526) af Andrea del Sarto og malerier af Artemisia Gentileschi (17. århundrede).
- Saturn-værelset indeholder et portræt af Agnolo Doni (1506), Stolens Madonna (1516) og Portræt af Cardinal Inghirami (1516) af Raphael; Den indeholder også Bebudelsen (1528) af Andrea del Sarto, og Jesus og Evangelisterne (1516) af Fra Bartolomeo.
- Jupiter-værelset indeholder Kvinde med slør af Raphael (1516), som ifølge Vasari repræsenterer en kvinde han forelskede sig i. Blandt de øvrige værker i værelset er malerier af Rubens, Andrea del Sarto og Perugin.

- Mars-værelset er præget af værker fra Rubens. Allegorierne repræsenterer Krigens konsekvenser (deraf rummets navn) og De fire filosoffer (blandt dem Rubens portrætterede sig til venstre). På hvælvet er en freske af Pietro da Cortona, Medicis triumf

- Apollo-værelset indeholder Madonna med helgener (1522) af Il Rosso, oprindeligt fra Santo Spiritos Kirke, og to malerier af Tizian: en Magdalene og Portræt af en engelsk adelsmand (mellem 1530 og 1540).
- Venus-værelset indeholder Venere Italica (1810) af Canova bestilt af Napoleon. På væggene er landskaber (1640-50) af Salvator Rosa og fire malerier af Tizian, 1510-1545. Blandt de Tizianske malerier er et portræt af pave Julius II (1545) og La Bella (1535).
- Den hvide sal var engang balsalen og er præget af de hvide udsmykninger og ofte bruges til midlertidige udstillinger.

De kongelige værelser omfatter 14 værelser. Deres udsmykning er blevet ændret til kejserlig stil i Savoy-tiden, men der er stadig nogle værelser, der opretholder dekorationer og møbler fra Medici-tiden.
Det grønne værelse blev blev malet af Giuseppe Castagnoli i begyndelsen af det 19. århundrede. Det udstiller et Intarsia-kabinet fra det 17. århundrede og en samling af forgyldte bronzer; Tronsalen blev indrettet til kong Vittorio Emanuele II af Savoy og er præget af det røde brokade på væggene og af japanske og kinesiske vaser (17.-18. århundrede).
Det blå værelse indeholder indsamlede møbler (17.-18. Århundrede) og portrætter af medlemmer af Medici-familien malet af Justus Sustermans (1597-1681).

### Hovedværker
- Raphael
The Granduca Madonna. 84 x 55 cm.
- Raphael
Madonna of the Canopy. 276 x 224 cm.
- Raphael
Portrait of Agnolo Doni. 63 x 45 cm.
- Raphael
Woman with a Veil. 82 x 60 cm.
- Raphael
Madonna della Seggiola. Diameter 71 cm.
- Raphael
Vision of Ezekiel. 41 x 30 cm.
- Raphael
Portrait of Tommaso Inghirami. 90 x 62 cm.
- Raphael and Assistants
Madonna dell'Impannata. 158 x 125 cm.
- Raphael
La Donna Gravida. 66 x 52 cm.
- Titian
Christ the Redeemer. 78 x 55 cm.
- Titian
The Concert. 87 x 124 cm.
- Titian
Isabella d'Este. 100 x 75 cm.
- Titian
Portrait of Vicenzo Monti. 85 x 67 cm.
- Titian
Portrait of Pope Julius II. 99 x 82 cm.
- Titian
Mary Magdalene. 84 x 69 cm.
- Pieter Paul Rubens
The Four Philiosophers. 167 x 143 cm.
- Pieter Paul Rubens
The Consequences of War. 206 x 342 cm.
- Pieter Paul Rubens
The Holy Family. 114 x 80 cm.
- Portræt af kardinal Guido Bentivoglio
- Filippo Lippi
Bartolini Tondo. Diameter 135 cm
- Caravaggio
Fra Antonio Martelli. 118 x 95 cm.
- Giorgione
Three Ages of Man. 62 x 77 cm.
- Verrocchio 
St. Jerome. 41 x 27 cm.
- Caravaggio
Sleeping Cupid. 72 x 105 cm.
- Paolo Veronese
Gentleman in a Lynx Fur. 140 x 107 cm.
- Fra Bartolomeo
Lamentation. 158 x 199 cm.
- Andrea del Sarto
Pieta with Saints. 239 x 199 cm.

## Andre gallerier

### De kongelige gemakker
Dette er en suite med 14 værelser, der tidligere blev brugt af familien Medici og deres efterfølgere. Disse værelser er i vid udstrækning ændret siden Mediciernes æra, senest i det 19. århundrede. De indeholder en samling af Medici portrætter, mange af dem af kunstneren Giusto Sustermans. I modsætning til de store saloner, der indeholder Palatina-samlingen, er nogle af disse værelser meget mindre og mere intime, men stadig grandiose og forgyldte mere velegnede til de daglige krav til levevis. Periodeindretninger omfatter himmelseng og andre nødvendige møbler, der ikke findes andre steder i paladset. Kongerne i Italien Palazzo Pitti frem til 1920'erne. På det tidspunkt var det allerede blevet omdannet til et museum, men en række værelser (nu Galleriet for Moderne Kunst) var forbeholdt dem, når de besøgte Firenze officielt.

### Galleriet for moderne kunst
Dette galleri stammer fra ombygningen af det florentinske akademi i 1748, da et galleri for moderne kunst blev oprettet. Galleriet var beregnet til at indeholde de kunstværker, som var præmievindere i akademiets konkurrencer. Palazzo Pitti blev på ny opført i stor skala, og de nye kunstværker blev samlet for at pryder de nyindrettede saloner. Ved midten af 1800-tallet var så mange de store hertugelige malerier af moderne kunst, som mange blev overført til Palazzo della Crocetta, som blev det første hjem for det nyoprettede "Museum for moderne kunst".
Efter Risorgimento og udvisning af den storhertugelige familie fra palæet blev alle de store hertugelige moderne kunstværker samlet under ét tag i det nyligt betegnede "Akademiets moderne galleri". Samlingen fortsatte med at vokse, især under Victor Emanuel 2.'s protektion. Det var imidlertid først i 1922, at dette galleri blev flyttet til Palazzo Pitti, hvor det blev suppleret af yderligere moderne kunstværker i ejerskab af både staten og kommunen Firenze. Samlingen blev anbragt i lejligheder for nylig ledet af medlemmer af den italienske kongelige familie. Galleriet blev åbnet for offentligheden i 1928.
I dag er samlingen udvidet og spredt over 30 værelser. Den omfatter værker af kunstnere fra Macchiaioli-bevægelsen og andre moderne italienske skoler i slutningen af 1800'erne og begyndelsen af det 20. århundrede. Billederne fra Macchiaioli-kunstnerne er særligt bemærkelsesværdige, da denne skole af 1900-tallets toskanske malere ledet af Giovanni Fattori var tidlige pionerer og grundlæggerne af den impressionistiske bevægelse.Titlen "Galleri af moderne kunst" kan for nogle kan lyde forkert, da kunsten i galleriet dækker perioden fra det 18. til det tidlige 20. århundrede. Ingen eksempler på senere kunst er inkluderet i samlingen, da "moderne kunst" i Italien refererer til perioden før anden verdenskrig. Det der fulgte er generelt kendt som "samtidskunst" (arte contemporanea). I Toscana kan denne kunst findes på Centro per l'arte contemporanea Luigi Pecci i Prato, en by omkring 15 km fra Firenze.

### Sølvmuseet
Sølvmuseet, der undertiden kaldet "Medicier Finansministerius", indeholder en samling af uvurderlige sølvarbejder, kaméer og arbejder i halvædelstene, mange af sidstnævnte fra samlingen af Lorenzo de Medici, herunder hans samling af gamle vaser, mange med sarte sølvforgyldte monteringer tilføjet i det 15. århundrede. Disse værelser var tidligere en del af de private kongelige lejligheder og er indrettet med fresker fra det 17. århundrede. Den mest fantastiske af Giovanni da San Giovanni fra 1635 til 1636. Sølvmuseet indeholder også en fin samling tyske guld- og sølvgenstande købt af Storhertug Ferdinand 3. af Toscana efter sin tilbagevenden fra eksil i 1815 efter den franske besættelse.

### Porcelænsmuseet
Museet åbnede i 1973 i Casino del Cavaliere i Boboli-haverne. Porcelænen er fra mange af de bedste europæiske porcelænsfabrikker, hvor Sèvres og Meissen nær Dresden er godt repræsenteret. Mange af genstandene i samlingen var gaver til de florentinske herskere fra andre europæiske overhoveder, mens andre værker blev specielt bestilt af den storhertugelige hof. Særligt bemærkelsesværdigt er flere store spisestel fra Vincennes fabrikken, senere omdøbt til Sèvres, og en samling små kagefigurer.

### Tøjmusseet
Museet er beliggende i en fløj kendt som "Palazzina della Meridiana". Det indeholder en samling teaterkostumer fra 1600-tallet og frem til i dag. Det er også det eneste museum i Italien, der beskriver italienske modes historie. En af de nyere samlinger i palæet, blev grundlagt i 1983 af Kirsten Aschengreen Piacenti. Meridiana lejlighederne - fjorten værelser én suite - blev færdiggjort i 1858. 
Udover teaterkostumer indeholder galleriet klæder, der er blev brugt mellem det 18. århundrede og nutiden. Nogle af udstillingerne er unikke for Palazzo Pitti. Disse omfatter 16-hundredetals begravelsestøj for Storhertug Cosimo I de' Medici, og hans kone Eleonora af Toledo og deres søn Garzia, som begge døde af malaria. Deres kroppe ville have været udstillet på Lit de parade iført deres fineste tøj, før de blev iklædt mere almindeligt påklædning før begravelsen. Galleriet udviser også en samling af smykker fra midten af det 20. århundrede. Sala Meridiana sponsorerede oprindeligt et funktionelt solkompas, indbygget i en freske af Anton Domenico Gabbiani.

### Vognmuseet
Dette museum i stueetagen udstiller vogne og andre transportmidler, der anvendes af storhertughoffet hovedsagelig i slutningen af det 18. og 19. århundrede. Udstillingens omfang bevirker, at en besøgende i det 19. århundrede undrer sig: "Hvordan kan de finde plads til alle disse vogne og heste". Nogle af vognene er yderst dekorative, prydes ikke kun af forgyldte, men af malede landskaber på deres paneler.
De der bruges ved de vigtigst lejligheder, som f.eks. "Carrozza d'Oro" (Den gyldne vogn), er dækket af gyldne kroner, som ville have angivet rang og staut for vognens ejere. Andre vogne på udstillingen anvendes af Kongen af Begge Sicilier og ærkebiskopper og andre florentinske honoratiores.

## Palæet i dag
I dag er palæet forvandlet fra kongelige palads til museum. Det er i hænderne på den italienske stat gennem "Polo Museale Fiorentino", en institution, der administrerer tyve museer, herunder Galleria degli Uffizi og har det ultimative ansvar for 250.000 katalogiserede kunstværker. På trods af sin metamorfose fra kongelig bolig til en statsejet offentlig bygning, bevarer palæet liggende på sit højdedrag med udsigt over Firenze stadig atmosfæren af en privat samling i et stort hus. Dette skyldes i høj grad "Amici di Palazzo Pitti" (Palazzo Pittis venner), en organisation af frivillige og lånere, der blev grundlagt i 1996, og som rejser midler og fremsætter forslag til den løbende vedligeholdelse af palæet og samlingerne, og til den fortsatte forbedring af deres udstillinger.

## Pastiche
Königsbau-fløjen i Münchner Residenz, det tidligere kongelige palads i Bayerns hovedstad München blev modelleret efter Palazzo Pitti.

## Yderligere læsning
- Gurrieri, Francesco; Patrizia Fabbri, (photography Stefano Giraldi) (1996). Palaces of Florence. Rizzoli. s. 66–77. {{cite book}}: Mere end en |author2= og |last2= angivet (hjælp)

## Eksterne referencer
- Officielle hjemmeside
- The Museums of Florence - Pitti Palace - Galleria Palatina
- The Museums of Florence - Pitti Palace - Modern Art Gallery
- The Museums of Florence - Pitti Palace - Silver museum
- The Museums of Florence - Pitti Palace - Porcelain Museum
- The Museums of Florence - Pitti Palace - Boboli Garden
- The Museums of Florence - Pitti Palace - Royal Apartments
- Pitti Square, Virtual Tour

43°45′55″N 11°15′00″Ø / 43.765153°N 11.250008°Ø